# Pecajías

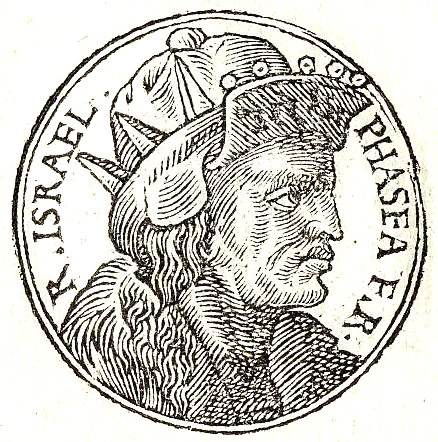
Pecajías.

Pecajías fue el hijo y heredero del rey Menajem de Israel. Según William F. Albright, ascendió al trono al morir su padre (738 a. C.). 
Se alió con Resin de Damasco contra Judá. 
La Biblia resume sucintamente su reinado (2 Reyes, 15:23-26) e indica que "hizo el mal a los ojos de Yahvéh". Fue asesinado en Samaria en 737 A. C., en la torre del rey, por su comandante Pecaj, que se adueñó del trono israelita.
Edwin. R. Thiele ofrece como fechas de su reinado 742-740 a. C.